# Miguel Hidalgo, Acatlán de Pérez Figueroa
Miguel Hidalgo är en ort i Mexiko.   Den ligger i kommunen Acatlán de Pérez Figueroa och delstaten Oaxaca, i den sydöstra delen av landet, 300 km öster om huvudstaden Mexico City. Miguel Hidalgo ligger 103 meter över havet och antalet invånare är 420.
Terrängen runt Miguel Hidalgo är platt. Runt Miguel Hidalgo är det ganska tätbefolkat, med 65 invånare per kvadratkilometer. Närmaste större samhälle är Tetela, 5,4 km söder om Miguel Hidalgo. Trakten runt Miguel Hidalgo består till största delen av jordbruksmark.